# Сорочинская, Зинаида Сигизмундовна
Зинаи́да Сигизму́ндовна Соро́чинская (25 апреля 1925, Москва — 22 декабря 2018, там же) — советская киноактриса, жена кинорежиссёра Виктора Жилина.

## Биография
Зинаида (Зенобия) Сорочинская родилась 25 апреля 1925 года в Москве. После окончания школы в 1943 году работала в Московской студии научно-популярных фильмов. По совету кинорежиссёра Татьяны Лукашевич, которая в то время работала там же, в 1945 году поступила на актёрский факультет ВГИКа (мастерская Бориса Бибикова и Ольги Пыжовой). Её курс оказался одним из самых «звёздных»: вместе с ней учились Вячеслав Тихонов, Сергей Гурзо, Нонна Мордюкова, Тамара Носова, Екатерина Савинова, Клавдия Хабарова, Олег Мокшанцев и другие. Ещё обучаясь во ВГИКе, Сорочинская познакомилась с будущим кинорежиссёром Виктором Жилиным. В 1949 году они поженились.
Окончила ВГИК в 1950 году и поступила в Театр-студию киноактёра, а с сентября 1959 года, когда театр был расформирован, перешла на киностудию имени Горького. Активно снималась в кино в 1950—1970-х годы. Наиболее значительные роли сыграла в фильмах своего мужа Виктора Жилина: «Моя дочь», «Исправленному верить», «Водил поезда машинист», «Особое мнение» и др.
В 1981 году ушла из кинематографа.
Умерла 22 декабря 2018 года. Похоронена на Введенском кладбище.

## Семья
- Муж — кинорежиссёр Виктор Жилин (1923—2002). Поженились, будучи студентами ВГИКа, прожили вместе 52 года.
- Сын — сценарист, реставратор Александр Жилин (род. 1953). Был сценаристом фильмов «Зверобой», «Похитители воды», «Свистун», «Без ошейника».

## Творчество

### Фильмография
- 1951 — Спортивная честь — эпизод
- 1952 — Случай на стройучастке — Галина
- 1953 — Нахлебник — девка
- 1953 — Степные зори — девушка
- 1954 — Школа мужества — эпизод
- 1955 — За витриной универмага — Варвара Николаевна, женщина с ребенком, разыгравшая Малюткина
- 1955 — Урок жизни — Варя
- 1956 — Моя дочь — Даша
- 1956 — На подмостках сцены — эпизод
- 1957 — Страницы былого — служанка Варвары Михайловны
- 1958 — Девушка с гитарой — покупательница (нет в титрах)
- 1958 — Стучись в любую дверь — эпизод
- 1959 — Исправленному верить — Людмила Араличева, старший лейтенант
- 1961 — Водил поезда машинист — Катя
- 1961 — Две жизни — швея
- 1962 — Большие и маленькие — соседка
- 1962 — Цепная реакция — эпизод
- 1964 — Все для вас — клиентка
- 1966 — Западня — эпизод
- 1966 — Сказка о царе Салтане — девка
- 1967 — Особое мнение — Попова
- 1967 — Фокусник — мать Саши
- 1967 — Возвращение — Анна
- 1968 — Наши знакомые — мамаша
- 1969 — Мосты через забвение — эпизод
- 1969 — Трое — гостья
- 1970 — Два дня чудес — официантка
- 1970 — Человек с другой стороны — секретарша
- 1970 — Чёртова дюжина — Анна
- 1971 — Старый автобус — мать двух детей
- 1972 — Любить человека — эпизод
- 1973 — Ищу человека — баба с луком
- 1973 — Твой дядя Миша — врач
- 1974 — Большое космическое путешествие — врач и мама мальчика
- 1974 — Моя судьба — медсестра
- 1974 — Ералаш — выпуск №1, сюжет "Дым, дым, дым!" — курящая учительница в очках (нет в титрах)
- 1975 — Эта тревожная зима — врач
- 1975 — Это мы не проходили — врач
- 1976 — Дневник Карлоса Эспинолы — Клавдия Тихоновна
- 1976 — Легко быть добрым — Нина Ивановна
- 1977 — Риск — благородное дело — Лидия Ивановна, монтажёр
- 1978 — Кузнечик — эпизод
- 1978 — Стеклянные бусы — пассажирка поезда
- 1979 — В одно прекрасное детство — ветеринар
- 1979 — Сыщик — Марья Сергеевна (нет в титрах)
- 1981 — Все наоборот — учительница химии
- 1981 — Похищение века — эпизод

### Озвучивание
- 1954 — Семь невест для семерых братьев (США)